# Australiens parlament

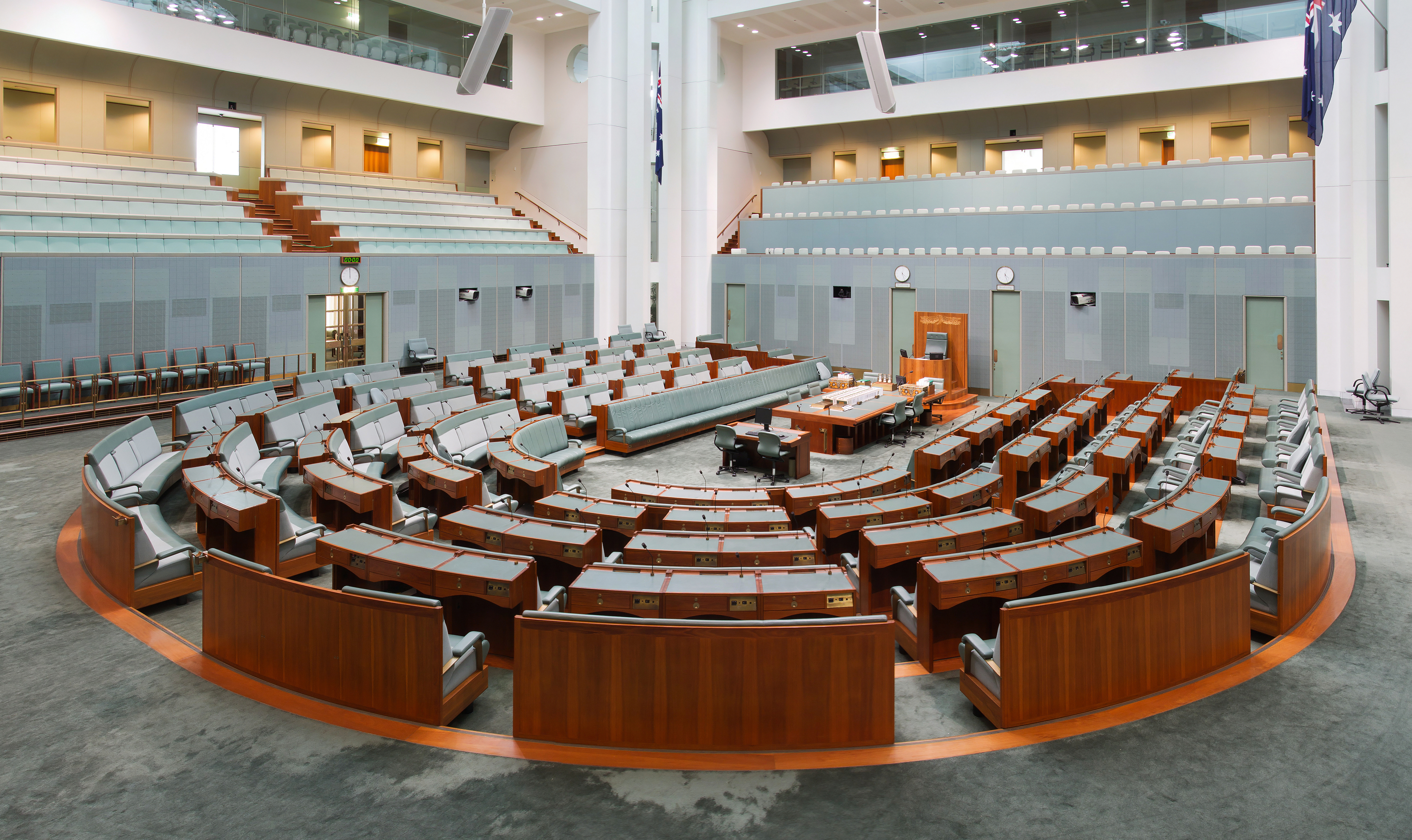
Representanthuset

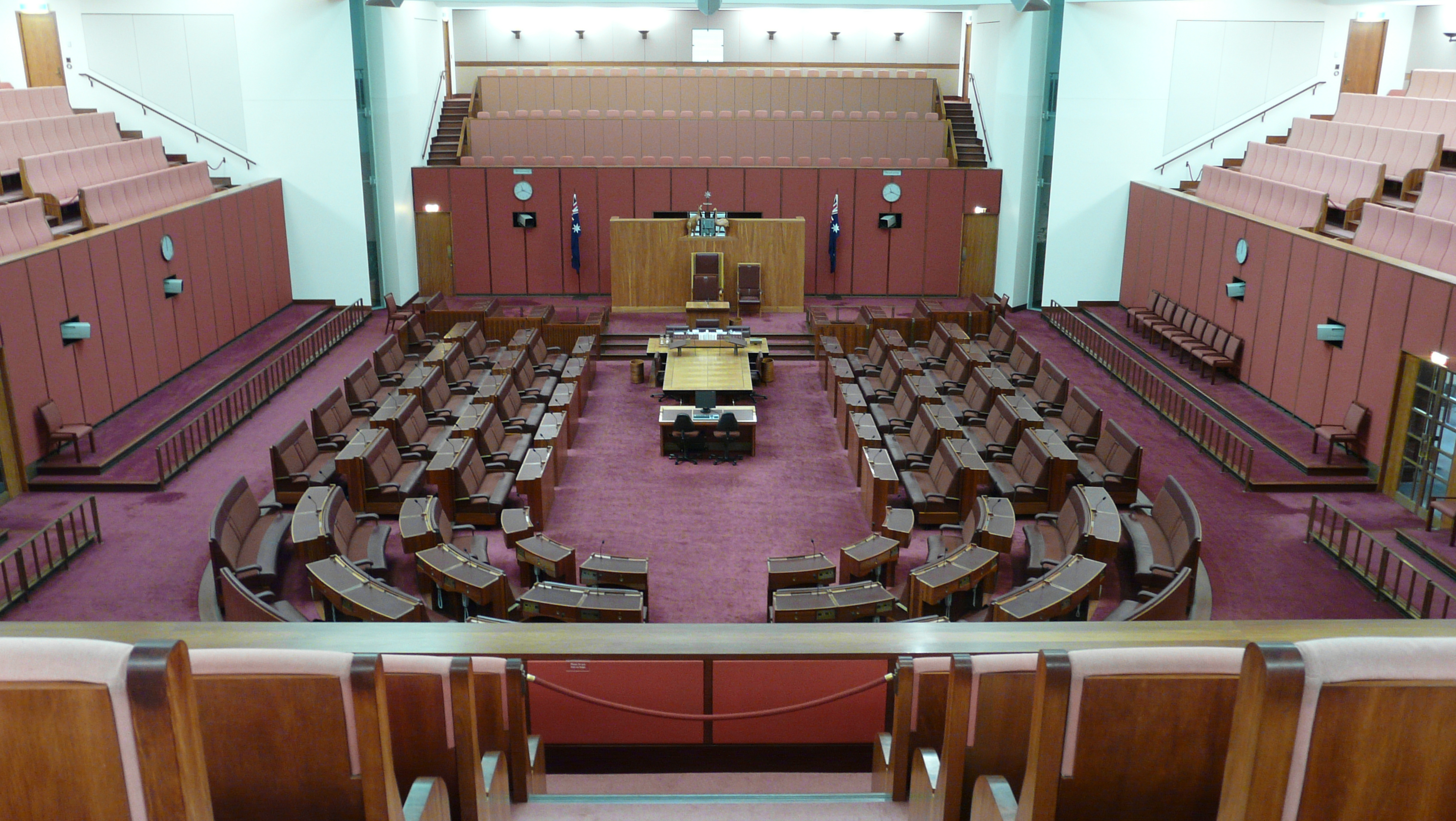
Senaten

Australiens parlament är den lagstiftande makten i Australiens regeringssystem. Det har två kammare och bygger till stor del på Westminster-traditionen från Storbritanniens parlament med vissa influenser från USA:s kongress. 
Enligt avsnitt 1 av Australiens konstitution består parlamentet av tre komponenter: monarken, senaten och representanthuset. Monarken representeras nästan alltid av Australiens generalguvernör som läser det årliga trontalet och ger kunglig sanktion till lagförslag.

## Kammare
Underhuset, Representanthuset, består för närvarande av 150 medlemmar vilka representerar samma antal enmansvalkretsar. Antalet medlemmar är inte fast utan kan variera mellan olika val. Vid 1984 års val ökade antalet medlemmar från 125 till 148, reducerades till 147 vid 1993 års val, återgick till 148 efter valet 1996 för att hamna på 150 efter 2001 års val. Varje valdistrikt väljer en medlem genom obligatorisk omröstning där väljarna rankar kandidaterna och markerar sin första kandidat med 1, den andra med 2, och så vidare.
Överhuset, Senaten, består av 76 medlemmar: tolv för varje delstat, två för Nordterritoriet och två för Australian Capital Territory tillsammans med Jervis Bay Territory. Senatorerna fördelas på partierna med en i huvudsak proportionell metod, som dock inte utesluter valet av oberoende kandidater. (År 2016 valdes 5 oberoende senatorer.) 

## Parlamentshuset
De två husen sammanträder i olika kamrar i Parlamenthuset på Capital Hill i Canberra som invigdes 9 maj 1988 av drottning Elizabeth II. Det nya parlamentshuset ersatte ett närbeläget provisorium som hade uppförts 1927.

## Valresultat
- Parlamentsvalet i Australien 2010
- Parlamentsvalet i Australien 2013